# 亚历山大·达尔戈梅日斯基
亚历山大·谢尔盖耶维奇·达尔戈梅日斯基（俄語：Александр Сергеевич Даргомыжский，羅馬化：Aleksandr Sergeyevich Dargomyzhskiy，IPA：[ɐlʲɪkˈsandr sʲɪrˈɡʲe(j)ɪvʲɪdʑ dərɡɐˈmɨʂskʲɪj] ⓘ；1813年2月14日—1869年1月17日），俄罗斯作曲家。早年结识格林卡后，受其鼓励决定投身音乐事业，但他创作的几部歌剧都不大成功。晚年结识了强力集团的几位作曲家，并与他们建立了密切联系。达尔戈梅日斯基的创作以声乐作品为主，上承格林卡的风格，并对穆索尔斯基等作曲家有重要影响。他在最后一部歌剧《石客》（生前未完成，后由里姆斯基-科萨科夫续完）中取消了咏叹调和宣叙调之分，力图把俄语的特点和音乐结合起来。

## 外部連結
- 亚历山大·达尔戈梅日斯基的免费乐谱，由国际乐谱典藏计划提供